# Tomislav Šokota
Tomislav "Tomo" Šokota (ur. 8 kwietnia 1977 w Zagrzebiu) – piłkarz chorwacki grający na pozycji napastnika.

## Kariera klubowa
Šokota do Dinama Zagrzeb trafił w wieku 20 lat. Wcześniej był graczem małych klubów z przedmieść Zagrzebia – ONS Hitrec-Kacian i NK Samobor. W Dinamie zadebiutował w 1997 roku i przez cały sezon zdobył cztery bramki. Po kilku latach przyciągnął uwagę klub z zachodu Europy. Šokota w Dinamie spędził 4 sezony, podczas których 3-krotnie z rzędu został mistrzem kraju (1998–2000). Do tego zdobył 1 raz Puchar Chorwacji w 1998. Dwukrotnie zostawał także królem strzelców Prva HNL (w sezonie 1999/2000 – 21 goli, w sezonie 2000/2001 – 20 goli).
Latem 2001 przeszedł do portugalskiej Benfiki Lizbona. Włodarze Benfiki zapłacili wówczas za Chorwata sumę w wysokości 1,5 miliona euro. Šokota z początku miał problemy z aklimatyzacją w Portugalii. W pierwszym sezonie wystąpił 6-krotnie. W sezonie 2003/2004 został podstawowym zawodnikiem klubu i grał w ataku obok takich zawodników Nuno Gomes czy Simão Sabrosa. Jednak w następnym sezonie konkurencja wzrosła. Przyszli między innymi: Norweg Azar Karadaş czy Czarnogórzec Andrija Delibašić. Dodatkowo pod koniec 2004 roku odmówił podpisania nowego kontraktu z Benfiką i został relegowany do rezerw klubu. W czerwcu 2005 jego kontrakt wygasł i Šokota na zasadzie wolnego transferu przeszedł do odwiecznych rywali Benfiki, FC Porto. W Porto także nie wywalczył miejsca w składzie i w sezonie 2005/2006 rozegrał w lidze 2 mecze, zaś rok później jeden. Latem 2007 piłkarz wrócił do ojczyzny i ponownie został piłkarzem stołecznego Dinama Zagrzeb.
W portugalskim etapie kariery Šokoty największymi sukcesami było zdobycie mistrzostwa Portugalii z Benfiką w 2005 roku oraz z FC Porto w 2006, Puchar Portugalii z Benfiką w 2004 i z Porto w 2004. Zdobył też wicemistrzostwo kraju z Benfiką, w 2004.
W pierwszym sezonie po powrocie Šokota zagrał w 14 ligowych spotkań, zdobył pięć bramek. Rok później wystąpił już w sześciu meczach. Po dwóch sezonach spędzonych w stolicy Chorwacji, Šokota przeszedł do belgijskiego KSC Lokeren. W klubie tym zadebiutował 1 sierpnia 2009 roku w meczu z SV Zulte-Waregem. W sezonie 2010/2011 grał w słoweńskiej Olimpiji Lublana, w której zakończył karierę.
| Sezon   | Klub             | Kraj       | Rozgrywki | Mecze | Bramki |
| ------- | ---------------- | ---------- | --------- | ----- | ------ |
| 1996/97 | NK Samobor       | Chorwacja  | Druga HNL | 24    | 11     |
| 1997/98 | Dinamo Zagrzeb   | Chorwacja  | Prva HNL  | 12    | 4      |
| 1998/99 | Dinamo Zagrzeb   | Chorwacja  | Prva HNL  | 21    | 4      |
| 1999/00 | Dinamo Zagrzeb   | Chorwacja  | Prva HNL  | 30    | 21     |
| 2000/01 | Dinamo Zagrzeb   | Chorwacja  | Prva HNL  | 29    | 20     |
| 2001/02 | SL Benfica       | Portugalia | SuperLiga | 6     | 0      |
| 2002/03 | SL Benfica       | Portugalia | SuperLiga | 14    | 4      |
| 2003/04 | SL Benfica       | Portugalia | SuperLiga | 29    | 11     |
| 2004/05 | SL Benfica       | Portugalia | SuperLiga | 11    | 4      |
| 2005/06 | FC Porto         | Portugalia | SuperLiga | 2     | 0      |
| 2006/07 | FC Porto         | Portugalia | SuperLiga | 1     | 0      |
| 2007/08 | Dinamo Zagrzeb   | Chorwacja  | Prva HNL  | 14    | 6      |
| 2008/09 | Dinamo Zagrzeb   | Chorwacja  | Prva HNL  | 6     | 1      |
| 2009/10 | KSC Lokeren      | Belgia     | Prva HNL  | 27    | 5      |
| 2010/11 | Olimpija Lublana | Słowenia   | 1. SNL    | 19    | 7      |

## Kariera reprezentacyjna
W reprezentacji Chorwacji Šokota zadebiutował 15 listopada 2003 roku w zremisowanym 1:1 meczu z reprezentacją Słowenii w barażu o awans do Euro 2004. Został potem także powołany do 23-osobowej kadry na same mistrzostwa, na których zagrał 3-krotnie. Obecnie Šokota jest poza kadrą w której rozegrał 8 spotkań i strzelił dwa gole.